# Cloisonnisme

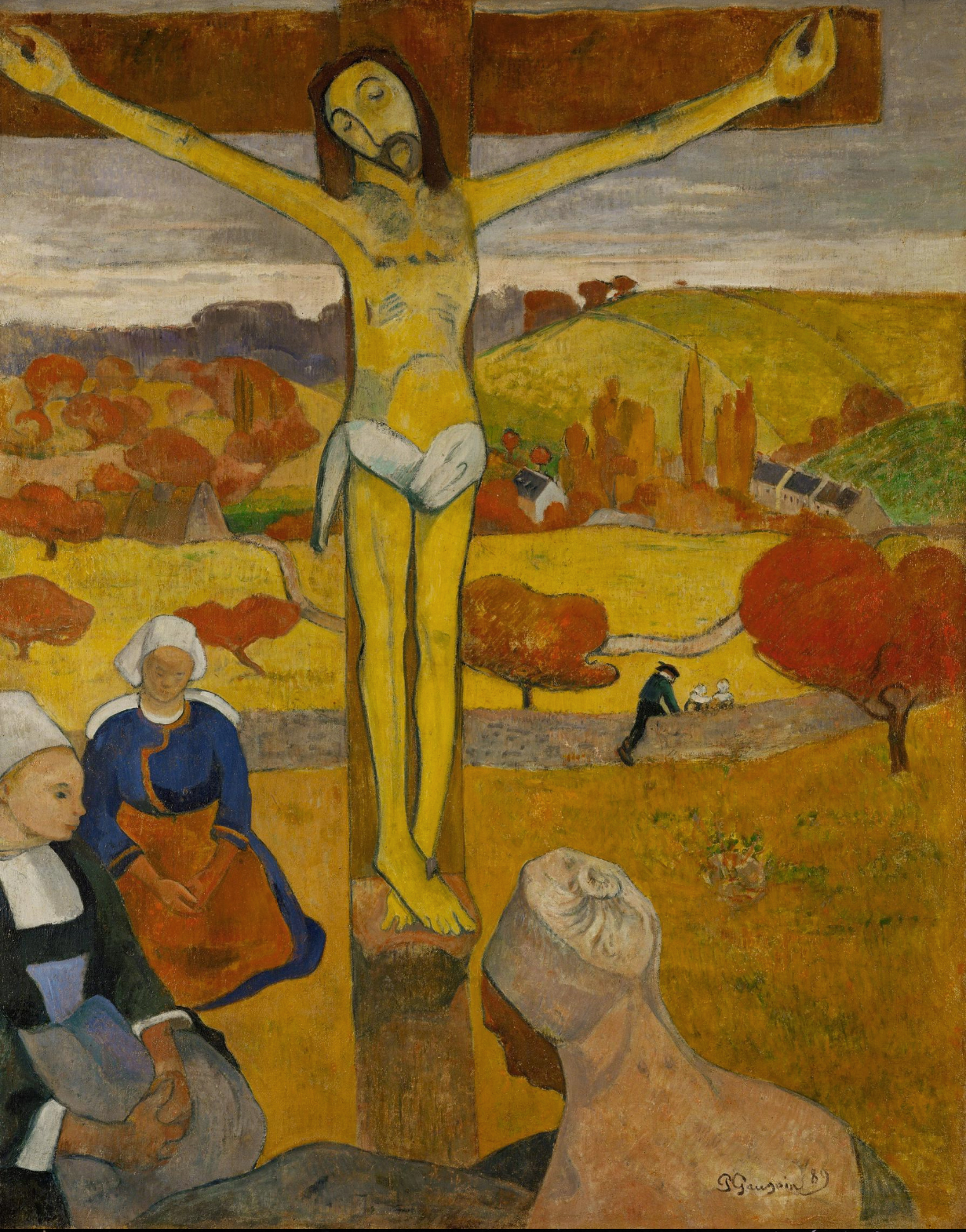
El Crist groc (Le Christ jaune) de Gauguin, 1889, oli sobre llenç.
Buffalo AKG Art Museum, Buffalo, New York.

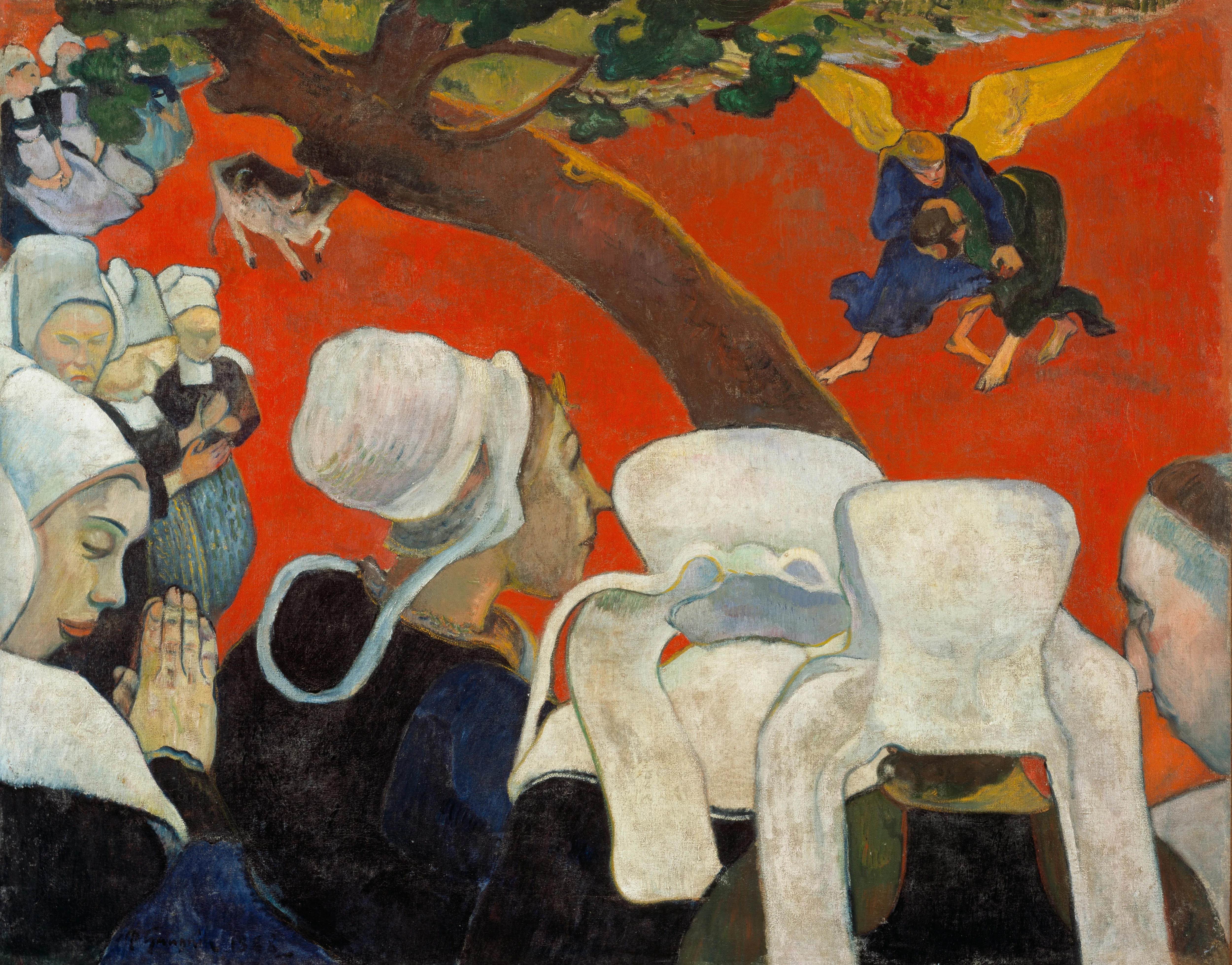
La visió després del sermó: Jacob lluitant amb l'àngel, de Gauguin, 1888, National Gallery of Scotland.

El cloisonnisme és una tècnica desenvolupada en la segona meitat del segle xix per Émile Bernard, un dels primers integrants de l'Escola de Pont-Aven i per Gauguin. La seva influència procedia principalment del japonisme i de Louis Anquetin. És un estil de pintura postimpressionista on s'utilitzen colors plans, en contorns foscos siluetats perfectament delimitats. Es caracteritza pel seu efecte decoratiu, la seva qualitat formal i perquè les seves pintures no tenen profunditat ni ombres. Necessita algun efecte decoratiu.
El seu nom ve donat per la seva similitud amb l'esmalt cloisonné, on els filferros o làmines estan soldats al cos de la peça formant alvèols o compartiments (cloissons), dipositant allí la massa vitrificable (pols de vidre) i posteriorment escalfant-ho.
El terme va ser encunyat pel crític Édouard Dujardin en ocasió del Saló d'artistes independents, al març de 1888. Els artistes Émile Bernard, Louis Anquetin, Paul Gauguin, Paul Sérusier i uns altres, van començar a pintar en aquest estil a finals de la dècada de 1880. Molts dels pintors també descriuen les seves obres com a sintètiques (de sintetisme), un moviment molt relacionat. Uns altres artistes com Maurice Denis, Vincent van Gogh o Henri de Toulouse-Lautrec es van aproximar al cloisonnisme, cadascun a la seva manera.
A El Crist groc (1889), citada sovint com l'obra cloisonnista per excel·lència, Gauguin va reduir la imatge a zones d'un sol color, separades per grans contorns negres. En l'obra, presta poca atenció a la perspectiva clàssica i elimina subtils gradacions de color (dos de les principals característiques de la pintura postrenaixentista.
La separació cloisonnista dels colors reflecteix una apreciació de la discontinuïtat que caracteritza al modernisme.
Actualment, la tècnica del cloisonnisme està associada inseparablement als còmics i dibuixos animats. Artistes contemporanis com Valerio Adami i Pierre Alechinsky utilitzen aquesta tècnica de pintura.